# Иттири
И́ттири (итал. Ittiri) — коммуна в Италии, располагается в регионе Сардиния, подчиняется административному центру Сассари.
Население составляет 8976 человек (на 2004 г.), плотность населения составляет 81,12 чел./км². Занимает площадь 111,56 км². Почтовый индекс — 07044. Телефонный код — 079.
Покровителем населённого пункта считается святой апостол Пётр. Праздник ежегодно празднуется 29 июня.